# Cuticula (Pflanzen)

Anatomie eines Blattes. Die Cuticula ist als oberste Schicht zu erkennen.

Die Cuticula der Pflanzen ist ein wachsartiger Überzug, der nur von Epidermiszellen in Blättern, jungen Sprossen und anderen, der Luft ausgesetzten Geweben ohne Periderm gebildet wird. Durch ihre hydrophoben Eigenschaften verringert sie Wasserverluste; bei Pflanzen in trockenen Gebieten auf 0,01 % dessen, was eine gleich große, freie Wasseroberfläche abgeben würde. An Stellen, an denen jedoch Austausch nötig ist, kann die Cuticula auch porös oder rissig sein. Die Rhizodermis weist gar keine Cuticula auf, um die Wasser- und Nährstoffaufnahme nicht zu behindern.

## Chemische Bestandteile
Die Cuticula besteht aus einer unlöslichen, cuticulären Membran, imprägniert mit und bedeckt von löslichen Wachsen. Cutin ist die am besten bekannte, strukturelle Komponente der cuticulären Membran. Die Cuticula kann auch einen nicht-verseifbaren Kohlenwasserstoff namens Cutan enthalten. Die epicuticulären Wachse, die die Cuticula bedecken, bestehen aus einer Mischung aus hydrophoben, aliphatischen Verbindungen, Kohlenwasserstoffen mit einer Kettenlänge von 16 bis 36. Das Cutin wird als Monomer in der Epidermis synthetisiert und dann in der Cuticula vernetzt. Gleiches gilt für die Wachsein- und Auflagerungen, die jedoch einfach in und durch die Cuticula diffundieren. Hierzu werden sie vermutlich in kurzkettigen Kohlenwasserstoffen gelöst, die am Bestimmungsort verdunsten. Es sind aber auch Lipid-Transferproteine beteiligt.

## Struktur und Funktion
Die pflanzliche Cuticula kann Wachstum folgen, im Gegensatz zu der von Insekten, die sich häuten müssen. Dies liegt daran, dass Vernetzungen der Cutinmatrix durch Cutinasen aufgelöst und dann weitere Monomere eingebaut werden können. Wenn die Cuticula stärker als die Epidermis wächst, kommt es zur Cuticularfältelung. Diese führt zu einer schlechteren Benetzbarkeit, Wassertropfen können aufgrund der Oberflächenspannung nur noch die Spitzen der Cuticularfalten berühren und sich so schlechter halten. So dient die Cuticula auch der Verteidigung, da bei Regen Viruspartikel, Bakterienzellen und Sporen oder wachsenden Pilzfilamenten abgewaschen werden.
Bei Pflanzen an sehr trockenen Standorten lassen sich auch sehr dicke Cuticulae finden. Diese sind chemisch und mechanisch schwer angreifbar und widerstehen auch Kauwerkzeugen von kleineren Tieren.
Auf die Cuticula können zusätzlich epicuticuläre Wachse aufgelagert werden. Diese Kristalloide können zahlreiche Formen annehmen, als Nadeln, Platten oder Pakete, scheinbar wirr oder planvoll angeordnet etc. Starke Wachsausscheidungen sind bereits mit bloßem Auge erkennbar; sie wirken reifartig, wie beispielsweise bei Pflaumen oder Kohlblättern. Die Wachsbeläge senken die Transpiration weiter, reflektieren oder streuen einfallendes Licht, erhöhen Luftturbulenzen über der Oberfläche, sodass der Wärmeaustausch erhöht wird und senken die Benetzbarkeit, wie auch die Cuticularfalten. Letzteres ist bei der Lotosblume (Nelumbo nucifera) besonders stark ausgeprägt, sodass der Effekt nach ihr als Lotoseffekt benannt ist (beschrieben von Barthlott und Neinhuis, 1997). Dicke Wachsschichten können ebenso wie eine dicke Cuticula vor Fraß schützen, da die Mandibeln und Tarsen der Tiere verklebt werden.
Während es sich bei der Cuticula um eine Akkrustierung (Auflagerung) handelt, kann es auch zu Inkrustierungen (Einlagerungen) von Suberin oder Cutin kommen. So können die Zellwände nicht nur Wasser-, sondern im Falle des Kork auch luftundurchlässig werden (wie am Sektkorken erkennbar). Es können auch anorganische Substanzen in die Zellwand eingelagert werden, wie zum Beispiel Calciumcarbonat und Calciumoxalat bei der Schirmalge Acetabularia. Kieselsäure lässt sich bei Gräsern und Kieselalgen (Diatomeen) finden. Die Zellwand wird durch die Einlagerung zwar härter, aber auch spröder (unelastischer).

## Evolution
Die Cuticula entstand vor mehr als 450 Millionen Jahren während des Überganges der Pflanzen vom Wasser zum Land zusammen mit Stomata, Xylem, Phloem und Interzellularen im Mesophyll-Gewebe zuerst im Stamm, später auch im Blatt. Ein Zusammenspiel aus diesen Innovationen ermöglichte den Pflanzen durch die Verlagerung des Gasaustausches ins Innere den Wasserverlust zu verringern. Eingeschlossen durch eine wasserdichte Membran und begrenzt durch Öffnungen mit variabler Breite, können die Stomazellen Transpiration und CO2-Austausch regulieren.